# ユーティリティソフトウェア
ユーティリティソフトウェア (英: utility software) は、コンピュータ上で動作する、補助的な機能を提供するソフトウェアの総称である。ツールソフトウェアや単にユーティリティとも呼ばれる。コンピュータを利用する直接の目的となるアプリケーションソフトウェアとは対照的に、コンピュータの分析、構成、最適化、保守のためのソフトウェアである。 補助的に様々な機能を提供することで、コンピュータの利便性を向上させる。
ユーティリティプログラムの基本セットは通常、WindowsやmacOS、Linuxなどのオペレーティングシステム（OS）に標準的に組み込まれており、好みによってフリーウェアやシェアウェア、市販ソフトウェアなどに置き換えて活用する人も多い。 
コンピュータシステム全体に影響を与えるユーティリティは、実行に特別な権限が必要となる場合がある。ユーザーのデータのみを扱うユーティリティは通常の権限で実行できる。 

## システムユーティリティ
- アンチウイルス - コンピュータウイルスをスキャンし、ブロックまたは削除する。
- ベンチマークソフト - コンピュータの性能を測定する。
- クリップボードマネージャ - OSのクリップボード機能を拡張する。
- コンピュータアクセス制御ソフトウェア - システムリソースへのアクセス要求を管理者の意図通りに制御する。
- デバッガ - メモリ内やディスク上のデータおよびプログラム命令の検査と変更を許可する。
- 診断プログラム - コンピュータのハードウェアとソフトウェアの動作状況を報告する。一例としてメモリテスタが挙げられる。
- ネットワークユーティリティ - コンピュータのネットワーク接続を分析、ネットワーク設定を構成、データ転送を確認、イベントをログに記録する。
- パッケージマネージャ - コンピュータ上のソフトウェアを構成、インストール、または最新の状態に更新する。
- レジストリクリーナー - 使用されなくなった古いレジストリキーを削除することで、Windowsレジストリを最適化する。
- システムモニタ - コンピュータシステムのリソースとパフォーマンスを監視する。
- システムプロファイラ - インストールされているソフトウェアとハードウェアに関する詳細情報をまとめる。

## 記憶デバイス管理ユーティリティ
- バックアップソフトウェア - ディスクに保存されているすべての情報のコピーを作成し、ディスクに障害が発生した場合や、ファイルを誤って削除または破損した場合に、ディスク全体を復元する。ファイル復元ユーティリティの方が便利な場合がある。
- ディスクチェッカー - 動作中のハードドライブをスキャンし、論理（ファイルシステム）エラーまたは物理エラーをチェックする。

- ディスク圧縮ユーティリティ - ディスクの内容を透過的に圧縮/展開し、ディスクの空き容量を増やす。
- ディスクデフラグツール - ハードディスク上の複数の収納場所に散在しているファイルを検出し、フラグメントを1つの連続した領域に再収納する。
- ディスク初期化ツール - ハードディスク、ソリッドステートドライブ (SSD)、フロッピーディスク、USBフラッシュドライブなどのデータストレージデバイスを最初に使用する際に使う。デバイスの内容全体を完全に消去する。
- ディスクパーティションエディタ - 個々のドライブを複数の論理ドライブに分割する。各論理ドライブは、オペレーティングシステムによってマウントされ、OS内からドライブとして認識できるようにする。
- ディスク容量分析 - フォルダーまたはドライブ内の各フォルダー（サブフォルダーを含む）およびファイルのサイズを取得して、使用スペースの分布を表示することにより、ディスクスペースの使用状況を視覚化する。
- テープの初期化 - 磁気テープまたはその他の磁気媒体にラベルを書き込む。 DECtapeの初期化ツールは、テープをブロック単位にフォーマットする。

## ファイル管理ユーティリティ
- アーカイバ - ディレクトリまたはファイルの集合が提供されると、ストリームまたは単一のファイルを出力する。アーカイブスイート (archive suites) には、圧縮および暗号化の機能が含まれることもある。展開や復号といった逆操作のためのユーティリティを別途持つこともある。zipファイルが代表的なフォーマットである。
- ファイル暗号化ユーティリティ - ストリームとファイルを暗号化または復号する。
- データ圧縮ユーティリティ - ストリームまたはファイルが提供されると、より短いストリームまたはより小さなファイルを出力する。
- データ変換ユーティリティ/ファイルコンバータ - データを元のファイル形式からPDFドキュメントなどの他の形式に変換する。
- データ復旧ユーティリティ - 破損したファイルから適切なデータを救出するために使用される。
- データ同期ユーティリティ - ソースからターゲットのデータストレージへのデータ間の一貫性を確立する。このタイプのユーティリティにはいくつかのブランチがある。
  - ファイル同期ユーティリティ - 2つのソース間の一貫性を維持する。冗長性の確保やバックアップコピー作成の目的で使用する。ユーザーがモバイルデバイスでデジタル音楽、写真、ビデオを持ち運ぶためにも使用される。
  - リビジョン管理ユーティリティ - 複数のユーザーが同じファイルを同時に変更できる仕組みを作成する。
- ディスククリーナは、コンピュータの操作に不要なファイルや、ディスク容量の大きな部分を締めているファイルを見つける。
- ファイルコンペア - ファイル間の差異を検出する。
- ファイルマネージャ - 日常的なデータ管理、電子メールの回復、管理タスクの実行などを行う際の便利な方法を提供する。ファイルの移動、コピー、統合、削除、名前の変更、カタログ化、カタログ解除、書き込み保護状態の設定、ファイルアクセス許可の設定、フォルダーとデータの生成と変更などを実行できる。

## その他のユーティリティ
- データジェネレータ - 指定されたパターンに従ってテストデータのファイルを生成する（例： IEBDG ）。
- バイナリエディタ - ファイル形式に関係なく、ファイル内のテキストやデータを直接バイナリデータとして閲覧、変更する。
- 時計ソフトウェア - 時間表示やアラーム・タイマーなどの機能を提供する。
- HTMLチェッカ - HTMLコードの文法とリンク切れを検証する。
- インストールユーティリティ/セットアップユーティリティ - 特定のコンピュータ環境で使用するプログラム（通常はアプリケーションプログラム）を初期化または構成するために使用される。アンインストーラもあわせて提供される。
- パッチ適用ユーティリティ - ファイルの変更・修正を実施する。特に、プログラムのソースファイルが利用できない場合に、バイナリファイル (オブジェクトファイル) の修正を実行するために使用される。
- スクリーンセーバー - CRTモニターやプラズマディスプレイにおける蛍光体の焼き付きを防止する。
- マクロレコーダー - マクロ機能を持っていないプログラムで利用すると、キーボード入力などを自動化できる。
- スクリーンキャプチャソフトウェア - デスクトップ画面イメージをキャプチャする。
- キーカスタマイザ - キー配列をカスタマイズする。
- マウスジェスチャーに対応していないソフトウェアでジェスチャー可能にするソフトウェア。